# العلاقات الجنوب إفريقية الفنزويلية
العلاقات الجنوب أفريقية الفنزويلية هي العلاقات الثنائية التي تجمع بين جنوب أفريقيا وفنزويلا.

## مقارنة بين البلدين
هذه مقارنة عامة ومرجعية للدولتين:
| وجه المقارنة                                              | جنوب أفريقيا | فنزويلا                                  |
| --------------------------------------------------------- | --- | ---------------------------------------- |
| المساحة (كم2)                                             | 1.22 مليون | 916.45 ألف                               |
| عدد السكان (نسمة)                                         | 57.73 مليون | 28.87 مليون                              |
| الكثافة السكانية (ن./كم²)                                 | 47.32 | 31.5                                     |
| العاصمة                                                   | بريتوريا، بلومفونتين، كيب تاون | كاراكاس                                  |
| اللغة الرسمية                                             | لغة إنجليزية، اللغة الأفريقانية، اللغة النديبلي الجنوبية، اللغة السوثو الشمالية، اللغة السوتية، لغة سوازي، اللغة التسونجا، اللغة التسوانية، اللغة الفيندية، اللغة الكوسية، اللغة الزولوية | اللغة الإسبانية، لغة الإشارة الفنزويلية ‏ |
| العملة                                                    | راند جنوب أفريقي | بوليفار فنزويلي                          |
| الناتج المحلي الإجمالي (بليون دولار)                      | 349.42 مليار | 482.36 مليار                             |
| الناتج المحلي الإجمالي (تعادل القوة الشرائية) بليون دولار | 725.91 مليار |                                          |
| الناتج المحلي الإجمالي الاسمي للفرد دولار أمريكي          | 5.72 ألف |                                          |
| الناتج المحلي الإجمالي للفرد دولار أمريكي                 | 13.05 ألف |                                          |
| مؤشر التنمية البشرية                                      | 0.666 | 0.762                                    |
| رمز المكالمات الدولي                                      | +27 | +58                                      |
| رمز الإنترنت                                              | .za | .ve                                      |
| المنطقة الزمنية                                           | ت ع م+02:00، أفريقيا/جوهانسبرغ ‏ | 00                                       |

## مدن متوأمة
في ما يلي قائمة باتفاقيات التوأمة بين مدن جنوب أفريقية وفنزويلية:
- ترتبط ديربان مع ماراكايبو باتفاقية توأمة.

## منظمات دولية مشتركة
يشترك البلدان في عضوية مجموعة من المنظمات الدولية، منها:
| علم المنظمة | اسم المنظمة                        | تاريخ انضمام جنوب أفريقيا | تاريخ انضمام فنزويلا |
| ----------- | ---------------------------------- | ------------------------- | -------------------- |
|             | يونسكو                             | 4 نوفمبر 1946             | 25 نوفمبر 1946       |
|             | وكالة ضمان الاستثمار متعدد الأطراف | 10 مارس 1994              | 9 مايو 1994          |
|             | الأمم المتحدة                      | 7 نوفمبر 1945             | 15 نوفمبر 1945       |
|             | الاتحاد البريدي العالمي            | ?                         | ?                    |
|             | البنك الدولي للإنشاء والتعمير      | 27 ديسمبر 1945            | 30 ديسمبر 1946       |
|             | المنظمة الهيدروغرافية الدولية      | ?                         | ?                    |
|             | الاتحاد الدولي للاتصالات           | 1910                      | 13 أغسطس 1920        |
|             | منظمة حظر الأسلحة الكيميائية       | ?                         | ?                    |
|             | مؤسسة التمويل الدولية              | 3 أبريل 1957              | 28 ديسمبر 1956       |
|             | منظمة التجارة العالمية             | 1995                      | ?                    |
|             | منظمة الشرطة الجنائية الدولية      | ?                         | ?                    |

## وصلات خارجية
- موقع وزارة الخارجية الجنوب أفريقية
- موقع وزارة الخارجية الفنزويلية